# Spodnja Šiška
Spodnja Šiška je sedaj del mesta Ljubljana, nekdaj samostojna predmestna vas. Nekdanje sosednje samostojno naselje je bila vas Zgornja Šiška. Obe sosednji vasi sta bili v vsakdanjem jeziku  skupaj poimenovani Šiška. Središče Spodnje Šiške je bilo nekdaj ob Stari cerkvi in ob današnji Ulici Milana Majcna (nekdaj Jernejevi ulici). Semanji dan je vsako zadnjo nedeljo v avgustu, danes ga obeležujejo skozi turistično prireditev, imenovano Komarjeva nedelja.
Južni del Spodnje Šiške (v bližini Pivovarne), je razdeljen v strnjeno pozidane mestne ulične blokovske kareje, tako kot so npr. v centru Ljubljane.

## Zgodovina
Leta 1370 se v okviru šišenskega mira posebej omenja Spodnja Šiška (inferior Keissach, Chisschia).

## Obseg
Obseg Spodnje Šiške se je predvsem zaradi širjenja mestnega centra skrčil. Tako je še do sredine 19. stoletja Spodnja Šiška nekako zajemala področje, ki ga omejujejo današnje Župančičeva, Vošnjakova, Parmova in Gorenjska železnica ter Park Tivoli. 22. januarja 1886 je Kranjski deželni zbor Občini Spodnja Šiška odvzel parcele, na katerih so se nahajali grad Tivoli, Rudolfinum, vile Mayer, Cambiaggio in Vollheim ter Kolizej ter jih dodelil mestu Ljubljana.
Danes pa meje katastrske občine Spodnja Šiška potekajo nekako po: Pod Turnom, železniška proga Ljubljana - Sežana d.m., Pivovarniška ulica, Gorenjska železnica, Parmova ulica, Kurilniška ulica, Parmova ulica, Ulica Bratov Židan, nato ob vzhodni strani Gorenjske železnice do prehoda s Vodovodno cesto, Vodovodna  cesta, Verovškova ulica, ob vzhodni meji kompleksa Litostroj, Alešovčeva ulica do Celovške, Na Jami, Vodnikova cesta, Šišenski hrib (skoraj do Večne poti) in po peš-poti nazaj do Pod Turna.

## Znane osebnosti
- Aleksa Ivanc Olivieri, slikarka

## Pomembnejši objekti
- Cerkev sv. Jerneja (tudi Stara cerkev)
- Cerkev sv. Frančiška (tudi Plečnikova cerkev)
- Osnovna šola Spodnja Šiška
- Gimnazija Ljubljana Šiška
- Pivovarna Union
- Park Tivoli

- Hala Tivoli
- Cekinov grad, Ljubljana
- Grad Tivoli, Ljubljana (zdaj Ljubljana Center)

- Frančiškov študentski dom Šiška
- Grad Jama, Ljubljana (zdaj Zgornja Šiška)
- Dvorec Schönau, Ljubljana